# ريبيكا ماساروفا
ريبيكا ماساروفا (مواليد 6 أغسطس 1999) هي لاعبة تنس محترفة إسبانية، أعلى تصنيف لها في الفردي كان ال134 في مارس 2022.

## روابط خارجية
- ريبيكا ماساروفا على موقع رابطة محترفات التنس (الإنجليزية)
- ريبيكا ماساروفا على موقع الاتحاد الدولي لكرة المضرب (الإنجليزية)
- ريبيكا ماساروفا على موقع كأس بيلي جين كينغ (الإنجليزية)
- ريبيكا ماساروفا على موقع بطولة ويمبلدون (الإنجليزية)
- ريبيكا ماساروفا على موقع خلاصة التنس.كوم (الإنجليزية)
- ريبيكا ماساروفا على موقع إي إس بي إن.كوم (الإنجليزية)